# ビーチスターズ
『ビーチスターズ』は、森尾正博による日本の漫画。ビーチバレーを題材にしている。『週刊ヤングサンデー』（小学館発行）2007年14号から休刊号にあたる2008年35号まで連載され、その後は『スピリッツ増刊 YSスペシャル』に連載の場を移し、同誌VOL.4（2008年12月発売）にて「第1部・完」となった。2009年5月より新創刊された『ゲッサン』にて『ザ!!ビーチスターズ』のタイトルで再開、2009年06号から2010年05月号まで連載された。

## あらすじ
七瀬イルカはバレーボールをこよなく愛する高校2年生の少女。しかし17歳の誕生日に悲劇は起こる。立て続けに多くの部員が退部し、女子バレーボール部が廃部を余儀なくされたのだ。失意から無気力状態になったイルカを、心配した友人たち。気晴らしをさせようと、お台場へ連れて行くが……。そこで見た光景は、ビーチバレーの試合だった。その日から彼女は、ビーチバレーの魅力に惹かれていく。

## 主な登場人物

### 日ヶ崎高校

#### ビーチバレー部
七瀬 イルカ（ななせ イルカ）
神奈川県立日ヶ崎高校（モデルは茅ヶ崎市か）に通う女子高生。両親と妹の4人家族。身長150cmと小柄だがプロポーションは良く、 ビキニの水着が似合う。マドンナカップを目指して奮闘中。天才的センスを持つが、無我夢中になるタイプゆえに危険性も備える。驚異の跳躍力を持ち、低身長をスピードでカバーした戦法が得意。パートナーはことみ。
本田 京介（ほんだ きょうすけ）
23歳の男性教師で、ビーチバレー部顧問。通称：ポン太。他人のペースに流されやすい性格で、「気が付けば顧問になっていた」とされている。神奈川県立山神高校出身。学生時代はデスメタル部元部長で、校内で最も恐れていた伝説の人物でもある。
石原 ことみ（いしはら ことみ）
元バレー部員で、ポジションはセッター。しかし中学時代は、クイック攻撃が得意なアタッカーで「音速のエース」と呼ばれていた。ところが、そのクイックを多用しすぎた結果、脚を疲労骨折。それがトラウマになって、治った後もネットの前で跳ぶことが出来なくなってしまった。だが、イルカの激励で立ち直っていく。
多ノ倉 リン（たのくら リン）
元バレー部員。廃部を機にビーチバレー部に入部。しかしアタッカーだったためレシーブが下手で、矯正が間に合わず、マドンナカップの予選には出られなかった。
相沢 みちる（あいざわ みちる）
元バレー部唯一の新入部員。中学時代はバスケットボール部に所属していたが、他の部員からのいじめでトラウマを抱えてしまっていた。しかし高校に進学してバレー部に入部してからは「自分の人生が楽しくなった」と生き生きした顔で青春を送っている。
武田 滝子（たけだ たきこ）
通称：タッキー。色黒で大きな花の髪飾りを付けている１年女子。太っちょな外見に似合わず動きは素早い。バレー歴は「テレビゲームで一度だけやっている」という完全な穴埋め部員。しかし自称「一流スター」と呼ぶが如く、単なる穴埋めに留まらない行動を見せている。パートナーはみちる。

#### その他の人物
藤井（ふじい）
元女子バレーボール部顧問。生徒たちからは鬼教師として知られている。頑固な性格で、練習場代わりとして使用したテニスコートを破壊するなど暴走気味の一面を見せている。部員たちとの意見の食い違いを起こし、廃部の原因を作った張本人でもある。
バレーボールのコーチとしては優秀で、成果も上げていたが、その結果独善に陥ってしまい、厳しすぎる指導をしてバレーボール部を潰してしまう。ところが本人はそれに気付かず「自分は正しい。悪いのは、勝手に辞めた生徒たちだ」と信じて疑わなかった。しかしタッキーからの鋭いひとことと、ビーチバレー部立ち上げに奮闘するイルカ達を見て、己の愚かさに気付かされることになる。

### ビーチバレー部の協力者
徳野 涼子（とくの りょうこ）
かつてアテネオリンピックでビーチバレー日本代表の選手として出場した才媛。イルカたちと偶然出逢ったことからコーチを務める。なお、モデルは徳野涼子本人。

### マドンナカップのライバルたち
早川 さなえ（はやかわ さなえ）
ビーチバレー界のトップスターで、人気も実力も抜群。口数が少なく、笑顔を見せない素振りから「沈黙の天使」の異名を持っている。イルカのライバル且つ目標にしている人物。ロンドンオリンピック出場の最有力候補とされている。
寺島 アキラ（てらしま アキラ）
福岡県立北小倉高校2年生のビーチバレー選手。人呼んで「小倉の鷹」。さなえを強くライバル視している。イルカから「トゲ頭」呼ばわりされている。風を使った曲線サーブ「ツイスターブレード」が武器。
小野 礼華（おの れいか）
東京都・私立東条学院高3年生のビーチバレー選手。おっとりした性格の、さなえのパートナー。グラビアアイドルに匹敵するプロポーションの持ち主。
神楽坂 洋（かぐらざか ひろ）
青森県代表のビーチバレー選手で高校3年生。イルカのプレイスタイルにほれ込んでいる。
泉 貞子（いずみ さだこ）
愛媛県代表のビーチバレー選手で高校3年生。常に選手の行動や癖を見抜いている。洋とはいわば腐れ縁の間柄。常にクールだが、自分の手帳には他人（特に洋）に対する怨みの言葉を書き込んでいる。

### 山神高校
倉地 マチコ（くらち マチコ）
山神高校ビーチバレー部のエースで、バレーボールの経験あり。中学時代、ことみにエースの座を奪われたことを根に持っている。鍛えた筋肉の持ち主で、イルカ曰く「マッチョ子」。必殺技はパワーを生かしたクロススパイク。
天野 雫（あまの しずく）
マチコのパートナー。常にマチコのプレイをフォローする。
ノブオ
京介の後輩でバレーボール部員。イルカ相手に不良仲間たちとビーチバレー対決を挑んだが、敗戦を喫している。

### その他の登場人物
DJ山本（ディージェーやまもと）
ビーチバレーを知り尽くした実況DJ。熱い語り口で実況する。
友村 広子（ともむら ひろこ）
神奈川おはようTVの新人アナウンサー。通称ピロリン。山本と共に実況するが、ビーチバレーに関しては素人。
相沢 明彦（あいざわ あきひこ）
みちるの父親。みちるが中学時代にいじめを受けたことがきっかけで、娘に対し過保護になっていた。

## 単行本
全て小学館から発売されている。
ビーチスターズ（ヤングサンデーコミックス）
1. 2007年7月10日発行、ISBN 9784091512178
2. 2007年9月10日発行、ISBN 9784091512338
3. 2007年12月10日発行、ISBN 9784091512505
4. 2008年3月10日発行、ISBN 9784091512888
5. 2008年6月10日発行、ISBN 9784091513366
6. 2008年8月10日発行、ISBN 9784091513670
7. 2009年4月4日発行、ISBN 9784091514271

ザ!!ビーチスターズ（ゲッサン少年サンデーコミックススペシャル）
1. 2010年2月12日発行、ISBN 9784091222176
2. 2010年6月16日発行、ISBN 9784091223883